# شبکه العالم
العالم شبکهٔ خبری ۲۴ ساعتهٔ ایرانی است که به زبان عربی، فعالیت خبری و رسانه‌ای می‌کند و مرکز آن در تهران قرار دارد. این شبکه دارای سه دفتر رسمی در بیروت، بغداد و دمشق است. 
از کانال‌های زیرمجموعه این شبکه کانال العالم سوریه است که به تازگی فعالیت خود را شروع کرده است.

## مدیران و کارکنان
مدیر شبکه | ابراهیم علی‌برزی
مدیر تولید و امور هنری | احمد علیزاده آذر
مدیر فناوری اطلاعات | نوید صبا

## خدمات

### آنلاین

#### وبگاه العالم
وبگاه شبکهٔ العالم با هدف تقویت ارتباط با مخاطبان عرب و غیرعرب در آبان ماه سال ۱۳۸۲خ راه‌اندازی شد. این وبگاه، دسترسی به آخرین رویدادها و خبرها را به زبان‌های فارسی، عربی و انگلیسی برای مخاطبان امکان‌پذیر ساخته و کاربران می‌توانند با مراجعه به این وبگاه، برنامه‌های شبکه و آخرین بخش‌های خبری را مشاهده نمایند. آخرین رویدادها، گزارش خبرنگاران شبکهٔ العالم از نقاط مختلف دنیا و مصاحبه‌های اختصاصی منتشرشده در شبکهٔ العالم، از طریق این وبگاه در اختیار کاربران و مخاطبان قرار می‌گیرد.

#### تلویزیونی

##### پخش زمینی شبکهٔ العالم[۳]
این شبکه در تمام مناطق تحت پوشش تلویزیون دیجیتال زمینی در سراسر ایران از فرستنده‌های TS2 و TS3 پخش می‌شود.

##### پوشش ماهواره‌ای شبکهٔ العالم[۴]
شبکهٔ خبری العالم از همهٔ مناطق دنیا، غیر از جنوب قارهٔ آفریقا، از طریق ماهواره‌ها
Eutelsat 7WestA SD FR:11392 V S/R:27500 FEC:7/8
Eutelsat 7WestA HD FR:11373 H S/R:27500 FEC:7/8
Hotbird13E HD FR:12577 H S/R:27500 FEC:5/6
Eutelsat3B DVBS2 FR:11678 H S/R:5000 FEC:5/6

### آنلاین

#### وبگاه العالم
وبگاه شبکهٔ العالم با هدف تقویت ارتباط با مخاطبان عرب و غیرعرب در آبان ماه سال ۱۳۸۲خ راه‌اندازی شد. این وبگاه، دسترسی به آخرین رویدادها و خبرها را به زبان‌های فارسی، عربی و انگلیسی برای مخاطبان امکان‌پذیر ساخته، و کاربران می‌توانند با مراجعه به این وبگاه، برنامه‌های شبکه و آخرین بخش‌های خبری را مشاهده نمایند. آخرین رویدادها، گزارش خبرنگاران شبکهٔ العالم از نقاط مختلف دنیا و مصاحبه‌های اختصاصی منتشرشده در شبکهٔ العالم، از طریق این وبگاه در اختیار کاربران و مخاطبان قرار می‌گیرد.

#### تلویزیونی

##### پخش زمینی شبکهٔ العالم[۳]
این شبکه در تمام مناطق تحت پوشش تلویزیون دیجیتال زمینی در سراسر ایران از فرستنده‌های TS2 و TS3 پخش می‌شود.

##### پوشش ماهواره‌ای شبکهٔ العالم[۴]
شبکهٔ خبری العالم از همهٔ مناطق دنیا، غیر از جنوب قارهٔ آفریقا، از طریق ماهواره‌های آسیا ست۵، آسیا ست 3s، گالکسی۱۹، یوتل ست ۷٬۳ قابل دریافت است.

##### پخش زمینی شبکهٔ العالم[۳]
این شبکه در تمام مناطق تحت پوشش تلویزیون دیجیتال زمینی در سراسر ایران از فرستنده‌های TS2 و TS3 پخش می‌شود.

##### پوشش ماهواره‌ای شبکهٔ العالم[۴]
شبکهٔ خبری العالم از همهٔ مناطق دنیا، غیر از جنوب قارهٔ آفریقا، از طریق ماهواره‌های آسیا ست۵، آسیا ست 3s، گالکسی۱۹، یوتل ست ۷٬۳ قابل دریافت است.

## حاشیه‌ها و حوادث

### سوءقصد به سفیراسرائیلدر مصر[۵]
رسانه‌های اسرائیل با اعلام خبر ترور ناکام سفیر این کشور در مصر، حمله به دفتر شبکهٔ العالم و مصادرهٔ تجهیزات آن را به دلیل ارتباط این شبکه با تیم ترور دانستند.

### ربودن خبرنگار العالم در سوریه[۶]
طبق گفته رسانه شیعه‌نیوز گروه‌های مسلح با تعقیب احمد صطوف، خبرنگار شبکه‌های العالم و الاخباریه سوریه وی را هنگام بازگشت به منزل در ساعت ۱۱ شب روز چهارشنبه ۵ مهر ۱۳۹۱خ، در نزدیکی میدان تدمر این شهر ربوده و به مکان نامعلومی بردند.

### ربودن مجری پیشین العالم در سوریه[۷]
طبق گفته عصر ایران، افراد ناشناس «مصطفی اللداوی» مجری پیشین العالم را شنبه شب (۲۷ فروردین ۱۳۹۱) درحالی که سوار بر خودروی شخصی خود در شهر دمشق بود، ربوده و به مکانی نامعلوم بردند. وی در برخی از مقالات خود از اعلامیهٔ امضاشده میان فلسطینی‌ها در شهر دوحهٔ قطر انتقاد کرده بود.

### کمین برای تیم خبری العالم[۸]
طبق گفته فارس نیوز، افراد مسلح پس از گذاشتن کمین برای تیم خبری العالم، «حسین مرتضی» مدیر دفتر این شبکه را از ناحیهٔ سینه و پا هدف قرار دادند. اما به دلیل پوشیدن جلیقهٔ ضد گلوله، مدیر دفتر العالم توانست از این عملیات از پیش برنامه‌ریزی شده جان سالم به در ببرد و فقط از ناحیهٔ پا مجروح شد.

### کشته‌شدن خبرنگارپرس تی‌ویو مجروح‌شدن مدیر دفتر العالم[۹]
حسین مرتضی مدیر دفتر شبکهٔ العالم و تصویربردار وی چهارشنبه پنجم مهر ۱۳۹۱خ در میدان «الامویین» در دمشق بر اثر تیراندازی افراد مسلح زخمی شدند.
در این حمله، «مایا ناصر» خبرنگار شبکهٔ پرس تی‌وی در تیراندازی افراد مسلح در محل انفجار میدان الامویین کشته شد.

### کشته‌شدن خبرنگار العالم در عراق
بنابر گفته سایت مهرنیوز، عادل المنصوری خبرنگار شبکهٔ العالم در سال ۲۰۰۸م توسط تروریست‌ها ربوده شد. پیکر بی‌جان وی دو روز بعد یافته شد.

### بازداشت خبرنگار العالم در قدس
افشای خبر حملهٔ نظامی اسرائیل به ساکنان غزه پیش از حمله توسط خضرشاهین خبرنگار العالم در قدس، موجب شد وی و همکارش را به دلیل اقدام علیه این کشور بازداشت کنند.
سایت فردا نیوز می‌گوید که ارتش اسرائیل در بیانیه‌ای در همین رابطه اعلام کرد: خضر شاهین خبرنگار العالم با نقض دستور سانسور نظامی در ساعت ۱۸:۱۵ شنبه در گزارشی از نوار غزه به مخاطبان خود اعلام کرد که ارتش اسرائیل حمله زمینی به غزه را آغاز کرده است.
«خضر شاهین» که برای شبکهٔ خبری العالم کار می‌کند؛ ساکن قدس و از فلسطینی‌های مناطق سال ۱۹۴۸ است که دارای برگهٔ هویت کبود است.
سرپرست اطلاع‌رسانی جبهه دموکراتیک برای آزادی فلسطین مدعی شد که اقدام اسرائیل در بازداشت خبرنگار شبکهٔ خبری العالم و همکارش در چارچوب سیاست سانسور و بایکوت خبری و اطلاعاتی در خصوص تجاوز به نوار غزه است.
دادگاه اسرائیل سرانجام خضر شاهین و همکارش را پس از ۳ جلسه محاکمه با توجه به نبود مدارک و اسناد برای ثابت کردن اتهامات علیه وی، به قید کفالت مالی آزاد کرد.

### حمله به دفتر العالم در قاهره به دلیل نداشتن مجوز فعالیت
نیروهای امنیتی شورای نظامی حاکم مصر در اردیبهشت ۱۳۹۱، در آستانهٔ نخستین انتخابات ریاست جمهوری پس از سقوط «حسنی مبارک» به دفتر شبکهٔ خبری العالم در قاهره حمله و همه تجهیزات آن را مصادره کردند.

## تحریم و قطع دسترسی

### عرب‌ست

#### تلاش آل‌خلیفه برای قطع شبکهٔ العالم
رئیس هیئت امور رسانه‌های بحرین با اشاره به درخواست‌های رسمی این هیئت از ماهوارهٔ عرب‌ست برای توقف پخش برنامه‌های شبکهٔ ایرانی «العالم»، تأکید کرد که بحرین در اعتراض به حضور شبکه‌های «متخاصم» این ماهواره را ترک می‌کند. همچنین مقام‌های آل‌خلیفه خواستار قطع برنامه‌های این شبکه از ماهوارهٔ عرب‌ست شدند.

#### قطع العالم ازعرب‌ست
وبسایت صدای شیعه می‌گوید: ماهوارهٔ عرب‌ست در آبان ۸۸، پخش برنامه‌های شبکهٔ العالم را متوقف کرد. برخی از منابع نزدیک به دولت مصر، می‌گویند که پشت‌پردهٔ توقیف شبکهٔ العالم، فشارهای دولت عربستان بوده است و در واقع دولت ریاض مصر را به قطع برنامه‌های این شبکه ترغیب کرده است.

#### بازگشت بهعرب‌ست
در ۲۰ آذر ۱۳۸۸ ادارهٔ ماهوارهٔ عرب‌ست، پخش شبکهٔ تلویزیونی «العالم» از این ماهواره را از سر گرفت. شخصیت‌ها و سازمان‌های مختلف، تصمیم قطع پخش شبکهٔ العالم از این دو ماهواره را نقض آزادی بیان دانستند و تأکید کردند انگیزه‌های سیاسی در پشت‌پردهٔ این تصمیم قرار دارد.

### نایل‌ست
قطع پخش از روی نایل‌ست
پخش برنامه‌های این شبکه از روی ماهواره نایل‌ست در روز ۱۷ دی ۱۳۹۱ قطع شد. خبرگزاری مهر در گزارش خود در اینباره نوشته است که در پی تحریم صدا و سیمای جمهوری اسلامی ایران از سوی آمریکا فشارهای زیادی بر شرکت‌های اجاره‌دهندهٔ ماهواره در جهان وارد شده تا از ارائهٔ خدمات به شبکه‌های دولتی ایرانی خودداری کنند.

### واکنش ایران

#### قطع العالم
قطع شبکهٔ العالم از ماهواره‌های نایل‌ست و عرب‌ست، واکنش وزیر امورخارجه را در مراسم تودیع و معارفهٔ سخنگویان پیشین و نو وزارت خارجه را به دنبال داشت.

### قطع العالم از آتلانتیک‌برد ۲
پخش برنامه‌های شبکهٔ العالم شامگاه یکشنبه پانزدهم ژانویه (۲۵ دی ۱۳۹۰) در پی فشار مقامات شیخ‌نشین‌های عرب از روی ماهوارهٔ آتلانتیک‌برد۲ قطع شد.

### حمله‌های سایبری
همزمان با موج تحولات کشورهای عربی، پایگاه اینترنتی العالم، یکی از شبکه‌های برون‌مرزی صداوسیمای ایران، مورد حمله هکرها قرار گرفت. این حملات برخی از سرورهای شبکه را دچار اشکال کرده و از کار انداخت.